# Daniel Kelly (friidrottare)
Daniel Joseph "Dan" Kelly, född 1 september 1883 i Pueblo i Colorado, död 9 april 1920 i Fernie i British Columbia, var en amerikansk friidrottare.
Kelly blev olympisk silvermedaljör i längdhopp vid sommarspelen 1908 i London.